# Aprostocetus pygmaeus
Aprostocetus pygmaeus är en stekelart som först beskrevs av Zetterstedt 1838.  Aprostocetus pygmaeus ingår i släktet Aprostocetus och familjen finglanssteklar. Arten är reproducerande i Sverige. Inga underarter finns listade i Catalogue of Life.